# Wecycle

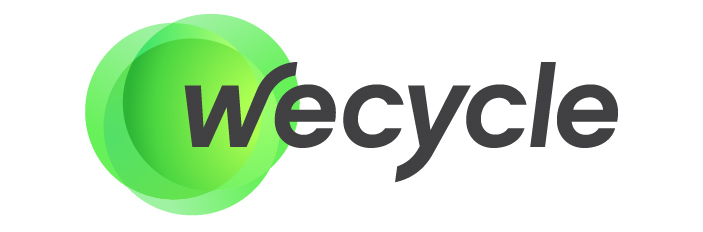
Logo van Wecycle

Wecycle is de naam waaronder Stichting Organisatie Producentenverantwoordelijkheid E-waste Nederland (OPEN) campagnes voert om de inzameling en recycling van e-waste te stimuleren. Consumenten en professionals kunnen hun e-waste gratis inleveren bij een van de 13.000 Wecycle-inleverpunten door het hele land. Stichting OPEN geeft namens alle producenten van elektrische apparaten in Nederland invulling aan de wettelijke producentenverantwoordelijkheid voor elektronisch afval ('e-waste'). Producenten en -importeurs van elektrische en elektronische apparaten hebben de wettelijke verantwoordelijkheid (volgens de Europese WEEE-richtlijn) om afgedankte elektronische apparaten en energiezuinige verlichting verantwoord te laten inzamelen en recyclen. Via het landelijk dekkend inzamelnetwerk van 13.000 Wecycle-punten kunnen consumenten en professionals e-waste gratis inleveren bij onder andere supermarkten, bouwmarkten, tuincentra en gemeentelijke milieustraten. Samen met inzamel-, sorteer- en recyclepartners draagt de organisatie dagelijks bij aan de circulaire economie. 

## Doel
Het doel is zo veel mogelijk elektronisch afval op een verantwoorde manier te laten recyclen. Bij verantwoorde recycling worden zo veel mogelijk grondstoffen voor hergebruik teruggewonnen zoals (aard)metalen en plastics. Daarnaast wordt schade aan het milieu voorkomen door schadelijke stoffen als kwik, cfk's of pcb's te verwijderen of te vernietigen. Zo ontstaat een cirkel van produceren, gebruiken, inleveren, recyclen en wederom produceren. Dit wordt daarom de circulaire economie genoemd.

## Resultaten
Er werd in 2020 125,5 mln. kilo afgedankte elektrische apparaten en energiezuinige lampen ingezameld. Dit is een toename van 8,1% ten opzichte van het jaar ervoor. Ook werd met het recyclen van e-waste 14% meer kwik afgevangen dan een jaar eerder en 3% meer CO2-uitstoot vermeden. Dat komt neer op een CO2-besparing in 2020 van zo’n 395.000 ton, hetgeen gelijk staat aan het energieverbruik van 260.000 huishoudens. Door hergebruik, recycling en energieterugwinning vindt 99% van deze apparaten en de daarin verwerkte materialen een nuttige toepassing en worden grondstoffen herwonnen.

## Aanpak
Afgedankte elektrische apparaten en energiezuinige lampen worden vooral ingeleverd bij de 'milieustraat' van gemeenten en via winkels die oude apparaten en lampen innemen, al dan niet bij de aankoop van nieuwe. Daar worden ze opgehaald. Het elektronisch afval wordt verwerkt door WEEELABEX-gecertificeerde recyclingbedrijven.
De kosten worden gedragen door de producenten en importeurs van elektronica en energiezuinige lampen, die zijn aangesloten bij Stichting OPEN. Deze producenten en importeurs hebben een producentenverantwoordelijkheid, wat inhoudt dat producenten en importeurs van elektrische apparaten en/of energiezuinige lampen en armaturen zijn verantwoordelijk voor de inzameling en recycling van de door hun op de Nederlandse markt gebrachte producten en zijn verplicht dit te rapporteren aan de Nederlandse overheid.